# Braszowice

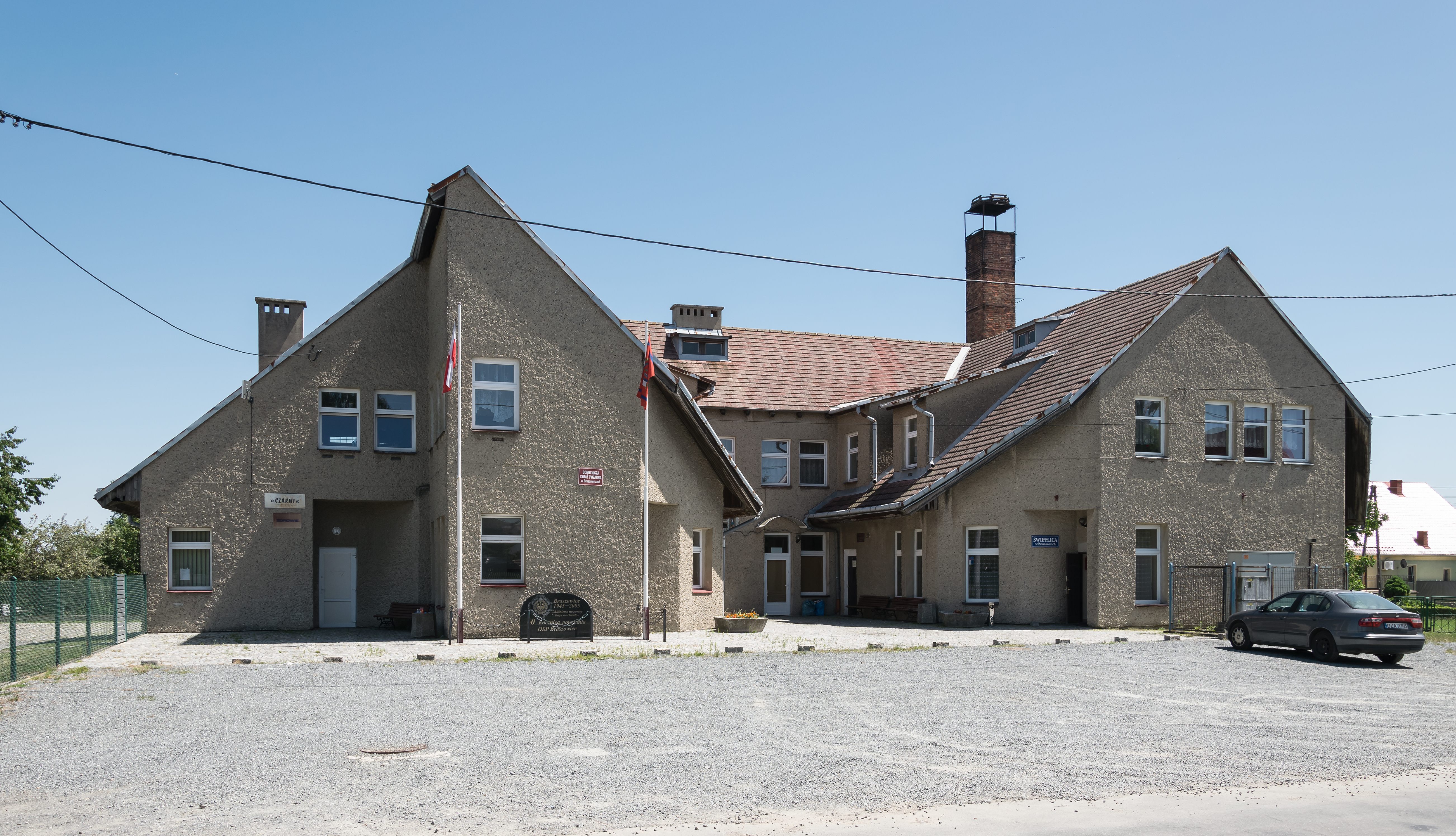
Remiza OSP i świetlica w Braszowicach

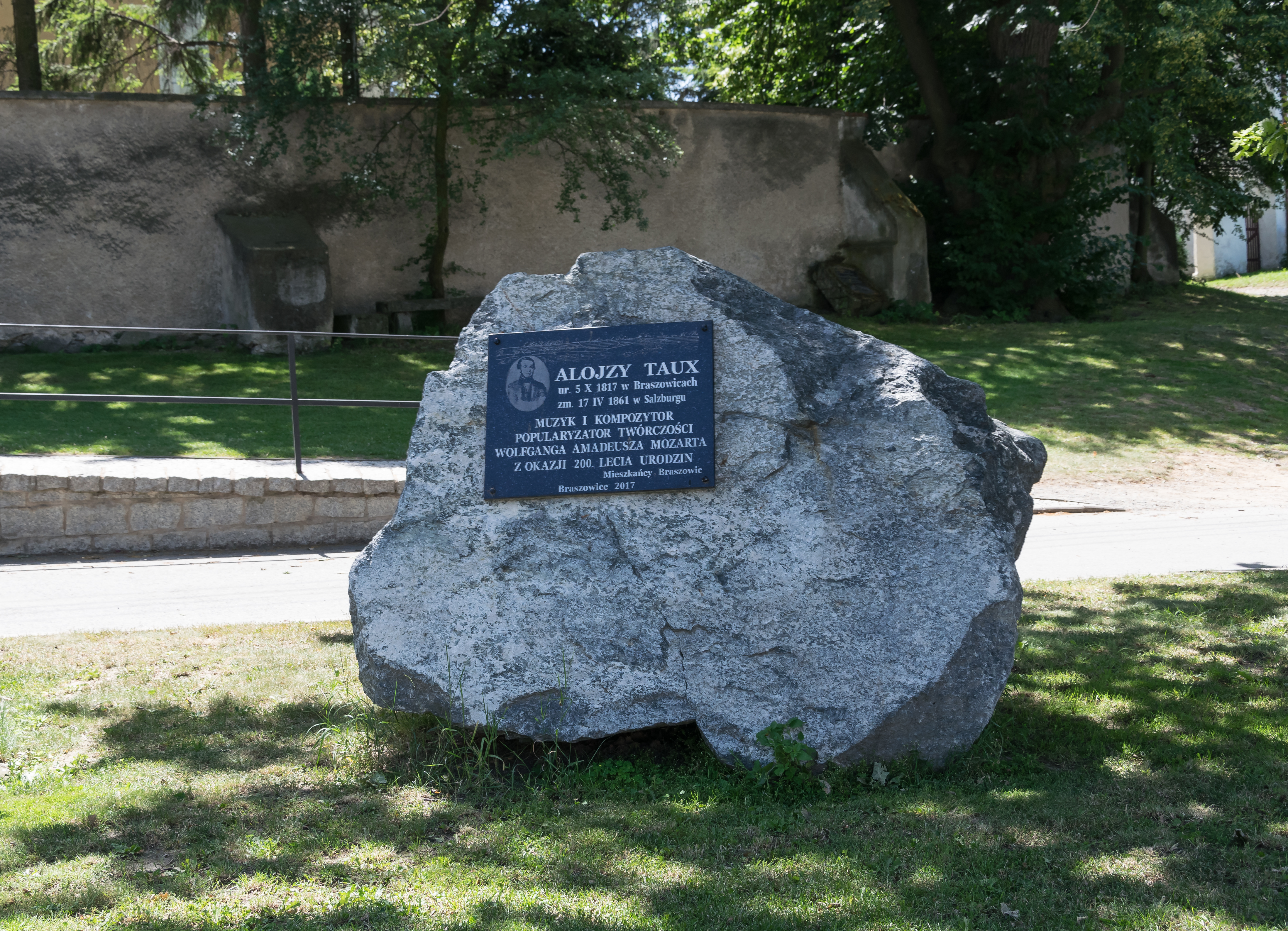
Tablica pamięci Aloisa Taux

Braszowice (niem. Baumgarten) – wieś w Polsce, położona w województwie dolnośląskim, w powiecie ząbkowickim, w gminie Ząbkowice Śląskie, nad rzeką Braszówką.

## Podział administracyjny
W latach 1954–1959 wieś należała i była siedzibą władz gromady Braszowice, po jej zniesieniu w gromadzie Sadlno. W latach 1975–1998 miejscowość należała administracyjnie do województwa wałbrzyskiego.

## Demografia
W 1885 w miejscowości mieszkały 1172 osoby, w 1933 – 1086 osób, a w 1939 – 1022 osoby. W 2009 było ich 876, natomiast 2 lata później (III 2011) liczba ta nieznacznie wzrosła, do 882 osób. Obecnie jest drugą co do wielkości miejscowością gminy Ząbkowice Śląskie.

## Nazwa
12 listopada 1946 nadano miejscowości polską nazwę Braszowice.

## Historia
W 1253 została po raz pierwszy pisemnie wspomniana miejscowość Bomgart (tj. Braszowice). Później przekształciła się ta nazwa w Baumgarten (niem. „sad”), która to figurowała w dokumentach aż do końca II wojny światowej. W 1270 była ona w posiadaniu hrabiego Mrocko i jego syna Przecława ze śląskiego rodu szlacheckiego Pogorzelów, którzy chętnie zasiedlali swe włości niemieckimi osadnikami. Z tegoż roku pochodzi pierwsza wzmianka o istnieniu probostwa wraz z niejakim „proboszczem Henrykiem”. W 1321 Braszowice znalazło się w składzie księstwa ziębickiego na skutek podziału księstwa świdnickiego i w 1336 stało się czeskim lennem.
W okresie reformacji mieszkańcy Braszowic stali się luteranami. Jednakże podczas kontrreformacji za panowania cesarza Ferdynanda III kościół farny został oddany katolikom. W 1663 roku cała wieś znalazła się w posiadaniu klasztoru cystersów w Kamieńcu Ząbkowickim. 27 lutego 1741 w okolicach wsi miała miejsce potyczka między wojskami pruskimi i austriackimi. Od 1742 Braszowice znajdowały się w obrębie Prus. Po sekularyzacji klasztoru w Kamieńcu Ząbkowickim w 1810, wieś przeszła w posiadanie rodu Oranje-Nassau, a później Hohenzollernów. W 1894 odnotowano w miejscowości parafialny kościół katolicki, fabrykę maszyn gospodarskich oraz miejsca występowania chryzoprazu i magnezytu.
Po II wojnie światowej wieś Braszowice znalazła się w obrębie Polski, a dotychczasowa ludność została wysiedlona i zastąpiona repatriantami.

## Zabytki
Do rejestru zabytków Narodowego Instytutu Dziedzictwa wpisane są:
- kościół parafialny pw. św. Wawrzyńca z lat 1736–1739
- zespół fortów ziemnych z 1813
  - fort nr 4 - 9

inne
- figura św. Jana Nepomucena z końca XVIII w. przed wejściem na plac kościelny[11]
- figura św. Antoniego z Padwy z pierwszej poł. XVIII w. przed wejściem na plac kościelny[11]
- kolumna Najświętszej Marii Panny z 1856 na placu przed kościołem[11]
- barokowa kapliczka domowa z 1738 z półkolistym frontonem, na południe od wsi, poniżej drogi krajowej nr 8[12][13]
- kapliczka domowa z trójkątnym frontonem w zachodniej części wsi, pod górą Stróżnik (417 m n.p.m.), przy drodze z Brzeźnicy do Tarnowa[14][11][15][16]
- dwie kapliczki słupowe, przy drodze z Brzeźnicy do Tarnowa[14][17].

## Osoby pochodzące z Braszowic
- Alois Taux (1817–1861), muzyk, kompozytor, pierwszy rektor Mozarteum w Salzburgu
- Otto Steinmann (1831–1894), pruski polityk, poseł do landtagu i reichstagu
- Eugen Steinmann (1839–1899), pruski landrat
- Karl Sindermann (1869–1922), socjaldemokrata pruski, poseł do landtagu i reichstagu
- Carl Graf Hoyos (1923–2012), psycholog pracy i organizacji